# Trigonistis
Trigonistis is een geslacht van vlinders van de familie spinneruilen (Erebidae), uit de onderfamilie Hypeninae.

## Soorten
- T. andersoni Holloway, 1977
- T. asthenopa Meyrick, 1902
- T. demonias Meyrick, 1902
- T. toroensis Holloway, 1977